# Rimisia miris
Genre
Espèce
Rimisia miris est une espèce de lépidoptères (papillons) de la famille des Lycaenidae, répandue en Asie centrale. Elle est l'unique représentante du genre monotypique Rimisia.